# Reprezentacja Słowenii w piłce wodnej mężczyzn
Reprezentacja Słowenii w piłce wodnej mężczyzn – zespół, biorący udział w imieniu Słowenii w meczach i sportowych imprezach międzynarodowych w piłce wodnej, powoływany przez selekcjonera, w którym mogą występować wyłącznie zawodnicy posiadający obywatelstwo słoweńskie. Za jej funkcjonowanie odpowiedzialny jest Słoweński Związek Pływacki (PZS), który jest członkiem Międzynarodowej Federacji Pływackiej.

## Historia
W 1993 po rozpadzie Jugosławii reprezentacja Słowenii rozegrała swój pierwszy oficjalny mecz w eliminacjach do Mistrzostw Europy.

## Udział w turniejach międzynarodowych

### Igrzyska olimpijskie
Reprezentacja Słowenii żadnego razu nie występowała na Igrzyskach Olimpijskich.

### Mistrzostwa świata
Dotychczas reprezentacji Słowenii żadnego razu nie udało się awansować do finałów MŚ.

### Puchar świata
Słowenia żadnego razu nie uczestniczyła w finałach Pucharu świata.

### Mistrzostwa Europy
Słoweńskiej drużynie 3 razy udało się zakwalifikować do finałów ME. Najwyższe osiągnięcie 11. miejsce w 1999 roku.